# NOM-017-STPS-2008

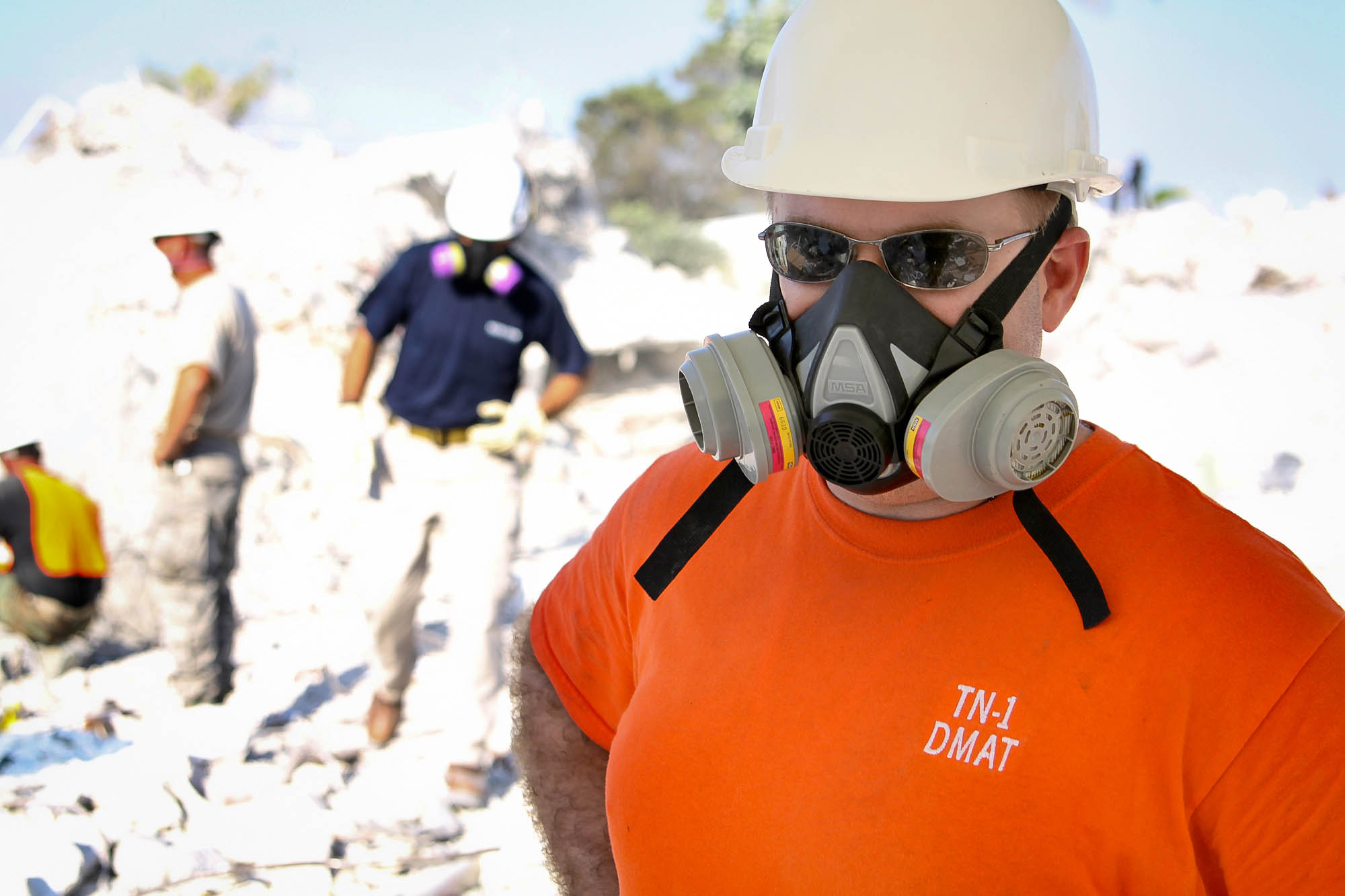
El uso del equipo de protección personal en los centros de trabajo es el tema de esta norma de organización de la seguridad mexicana

NOM-017-STPS es una norma oficial mexicana en materia de selección, uso y manejo de Equipo de protección personal en los centros de trabajo. Es una norma de carácter obligatorio dentro de todo el territorio nacional mexicano. La versión más reciente de esta norma es la publicada en el año 2008 por lo que el nombre completo de la norma es NOM-017-STPS-2008.